# Однокомнатная школа

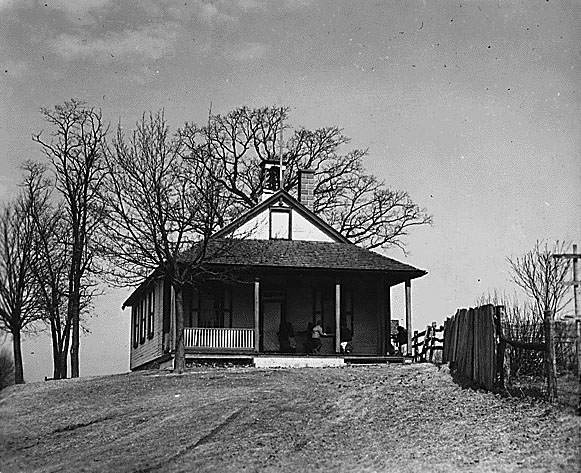
Школа Амишей в округе Ланкастер, штат Пенсильвания, 1941 год.

Однокомнатные школы или школьные дома были распространены в сельских районах различных стран, включая Пруссию, Норвегию, Швецию, США, Канаду, Австралию, Новую Зеландию, Соединённое Королевство, Ирландию, Испанию, Индию, а также Российскую империю и СССР. В большинстве сельских и малых городских школ все ученики обучались в одной комнате. В таком образовательном учреждении один учитель преподавал основы академических знаний для нескольких классов детей младшего школьного возраста. Хотя в большинстве регионов однокомнатные школы больше не используются, некоторые из них остаются в развивающихся странах, а также в сельских или отдалённых местностях, где недостаток учеников и/или учителей усложняет организацию образовательного процесса другим способом.

## Европа

### Пруссия

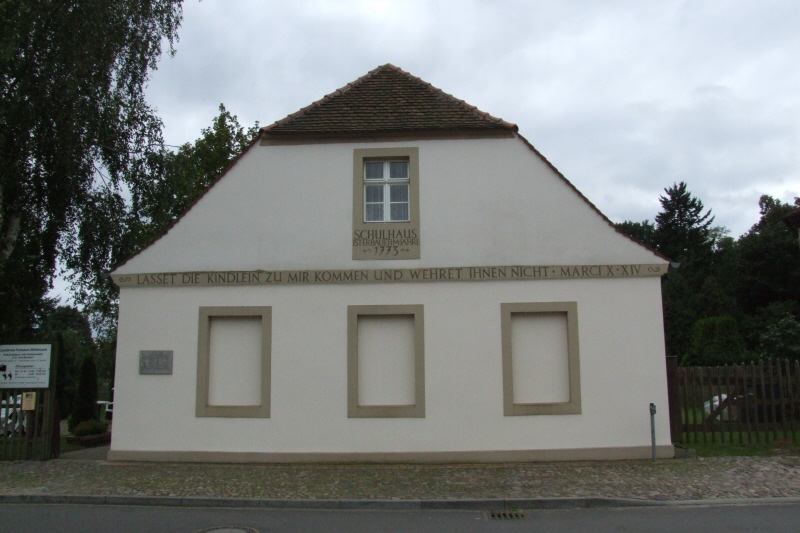
Однокомнатная школа в Рекан, Бранденбург-на-Хафеле, была основана в 1773. Сейчас она используется как краеведческий музей

Пруссия была одной из первых стран в мире, которая в 1717 году ввела финансируемое за счёт налогов начальное образование для мальчиков и девочек. Для сравнения, обязательное школьное обучение во Франции и Великобритании было принято только в 1880-х годах. Первыми прусскими школами были обыкновенные однокомнатные школы, однако уже с 1773 года Фридрих Эберхард фон Рохов создал школу с начальным образованием с разделением на два возрастных класса.

### Ирландия
В Ирландии бесплатное начальное образование появилось в 1831 году, что привело к созданию в сельских районах национальных школ с одним учителем. В основном они использовали комнату в существующем здании. К 1890 году у каждого церковного прихода была собственная школа подобного типа.
Лучше всего сохранившиеся однокомнатные и двухкомнатные школьные здания можно отнести к концу 1891 года, когда начальное образование стало обязательным. Большинство школ однокомнатного типа после слияния с соседними однотипными школами были расширены и продолжают действовать по сей день. С 2002 года любая государственная школа, в которой обучается не менее 10 учеников, имеет право на наличие как минимум двух учителей; 21 школа, не достигшая этого порога, находится на офшорных островах. В последние десятилетия всё больше школ основываются родителями, которые не довольны национальной школьной системой. К ним относятся Гаэл-сколы (школы, в которых обучение ведётся на ирландском языке, а не на английском) и многоконфессиональные школы (большинство ирландских школ контролируются одной или другой из основных христианских церквей). Хотя такие школы в конечном итоге становятся претендентами на государственное финансирование, они обычно начинают свою деятельность с одного учителя в одном помещении или временном здании.

### Норвегия
В Норвегии, наоборот, однокомнатные школы рассматриваются скорее как навязанные консервативным фермерским районам, и хотя несколько таких школ сохранились в музеях под открытым небом, ни одна из них не включена в норвежский эквивалент НРИМ.

## США

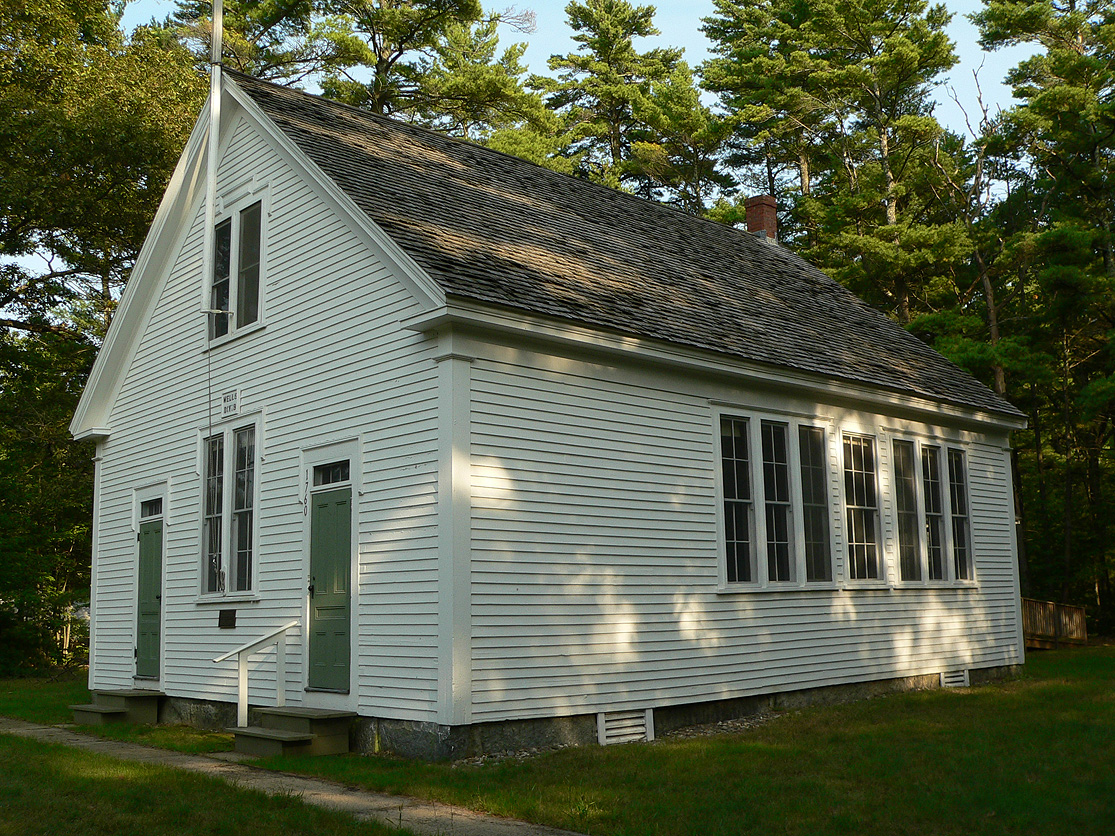
Сохраненная однокомнатная школа, расположенная в Уэлсе, штат Мэн

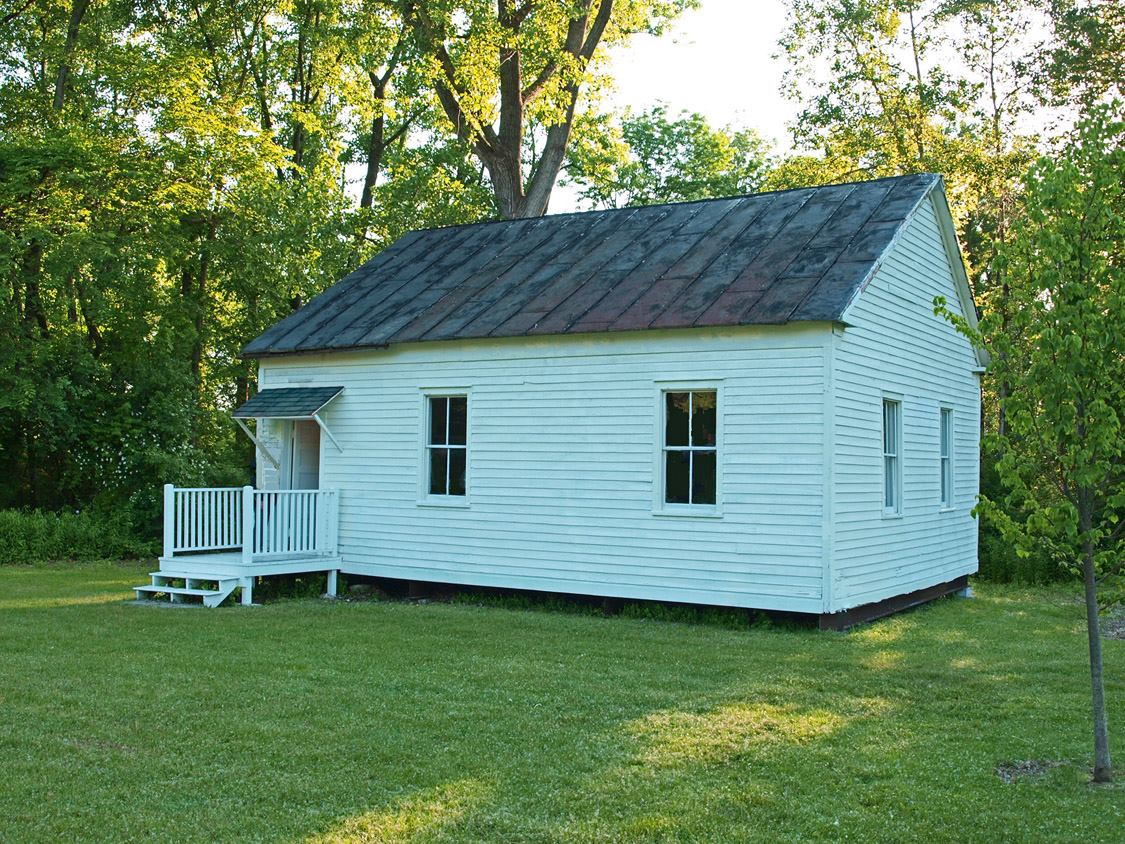
Школа Ichabod Crane. Нью-Йорк, принадлежащий Историческому обществу округа Колумбия, открыт для публики и действует как музей

В Соединённых Штатах концепция «маленького красного школьного дома» считается исторической; однокомнатные школы широко сохранились и почитаются как символы ценностей местного и общенационального развития. Когда это было необходимо, школы расширяли или заменяли на двухкомнатные. Более двухсот однокомнатных школ включены в Национальный реестр исторических мест (НРИМ) США.
Многие школы также служили местными часовнями по воскресеньям и местами для мероприятий по вечерам и субботам.
Стандарты преподавания часто варьировались от школы к школе, поскольку учитель был вынужден обучать детей всех возрастов и классов в пределах одной комнаты, независимо от уровня и объёма их знаний.
Большинство зданий имели простую каркасную конструкцию, некоторые — со школьным колоколом на крыше. На Среднем Западе, в таких районах как Юго-Запад, где деревьев было мало, использовались дёрн, камень и саман. В некоторых местах школьный дом был окрашен в красный цвет, но большинство, как правило, были белыми.

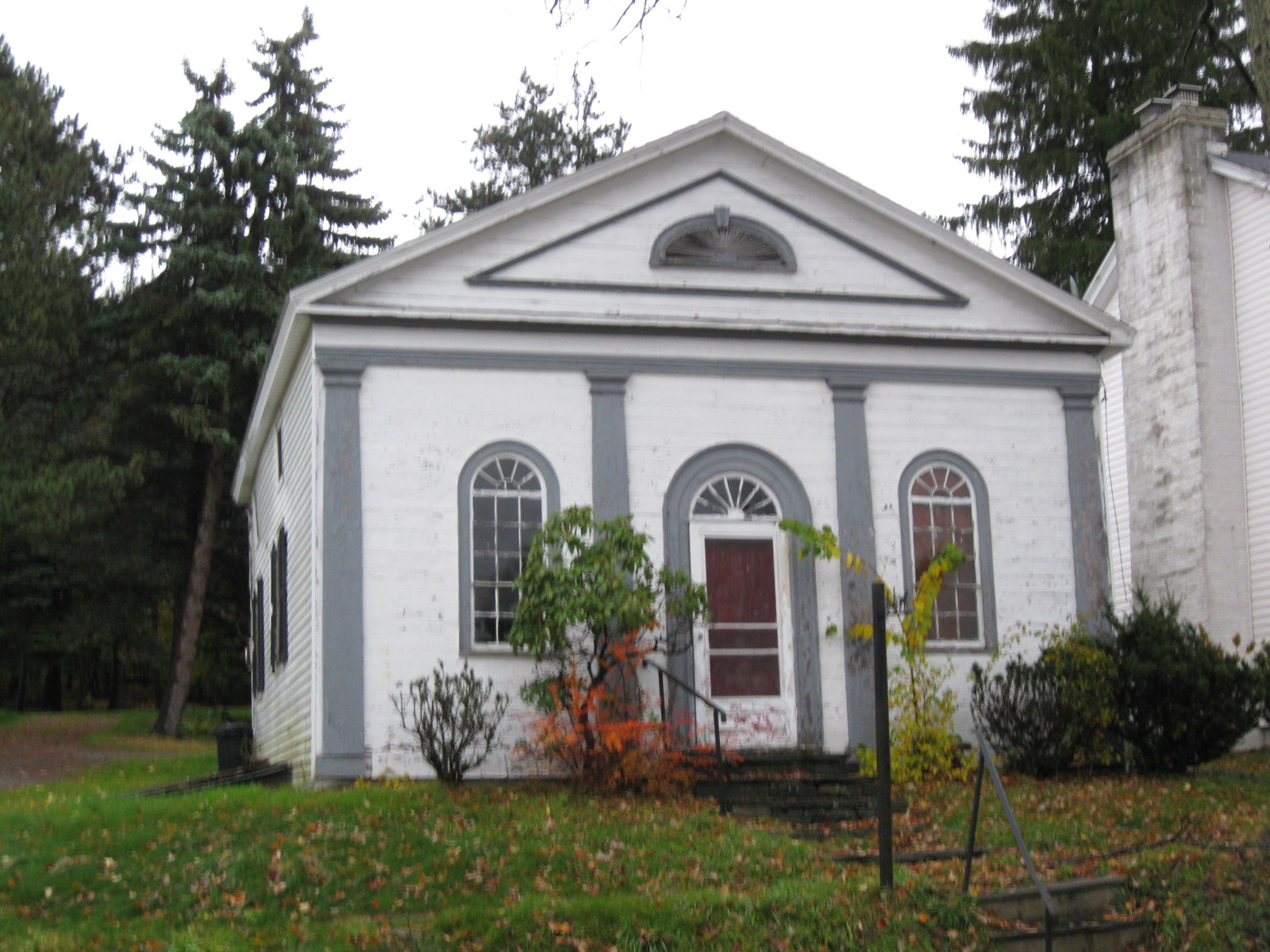
Историческая однокомнатная школа в Уэверли, штат Пенсильвания

Одной из первых школ в округе Мейсон, штат Западная Виргиния, была школа Миссия-Ридж. Впоследствии она была перенесена в музей Западной фермы штата Виргиния рядом с Пойнт-Плезант. Проведённая экспертиза строительного материала этого здания свидетельствует о том, что все доски были распилены вручную, по всему периметру здания использовались квадратные гвозди, характерные для того времени. За исключением крыши и нескольких досок на полу, все материалы в этом здании оригинальные. Доски окрашены в чёрный цвет.
Учителями однокомнатных школ часто становились бывшие ученики, о чём свидетельствуют записи одного из учеников из Кентукки, датированные 1940-ми годами:

Учителя, которые преподавали в однокомнатных сельских школах, были незаурядными людьми. В зимние месяцы они рано добирались до школы, чтобы зажечь огонь в буржуйке. Они часто готовили суп или тушёное мясо на варочной поверхности печи. Учитель заботился об учениках, как птица, которая заботится о своих недавно вылупившихся птенцах.

Типичный школьный день начинался в 9:00, а заканчивался в 16:00, с утренними и дневными переменами по 15 минут каждая и часовым перерывом на обед. «Старшие ученики отвечали за привоз воды, транспортировку угля или дров для печи. Младшие ученики были наделены обязанностями в зависимости от их возраста и пола, например, протирание классной доски, уборка и так далее».
Дети, которые жили слишком далеко, часто добирались в школу на конных повозках. Позже ученики стали ездить в школу на велосипедах.
Школьный дом был центром для сельских общин, деревень и небольших городов. Часто там проводились городские мероприятия и пикники.
Большинство однокомнатных школ в Соединенных Штатах больше не используются: они либо снесены, либо преобразованы для других целей. Тем не менее, в некоторых сельских общинах, в том числе среди амишей, школы с одной или двумя комнатами по-прежнему используются в целях начального образования. При этом ученики заканчивают местные или региональные средние школы.

### Восьмиугольные здания
Есть несколько исторических однокомнатных школ в Соединённых Штатах, которые были построены в форме восьмиугольника вместо более традиционной прямоугольной формы. Большинство из них находятся в северо-восточной части страны, некоторые были восстановлены и помещены в Национальный реестр исторических мест.
Восьмиугольные школы, стоящие до сих пор:
- Школа Шелдона Джексона; Ситка, Аляска;
- Восьмиугольное здание школы; Каугиллс-Корнер, Делавэр;
- Бирмингемская Школа; Честер, Пенсильвания;
- Школа Дуб Устав; Шулин, Иллинойс;
- Школа Уоткинс Милл; Лоусон, Миссури;
- Современная Школа; Брентвуд, Нью-Йорк;
- Школа Консил Рок; округ Бакс, Нью-Йорк;
- Восьмиугольная школа; Драйден, Нью-Йорк;
- Восьмиугольная Школа; Эссекс, Нью-Йорк;
- Школа Флоренция Корнерс; Флоренция Корнерс, Огайо;
- Школа Октанг Рок; Ханаан, Пенсильвания;
- Школа Содом; Монтандон, Пенсильвания;
- Школа Худ Октанг; Ньютаун-Тауншип, Пенсильвания;
- Школа Алмазный Рок; Вэлли-Фордж, Пенсильвания;
- Школа Райтстаун Октанг; Райтстаун, Пенсильвания.

### Жильё для учителя

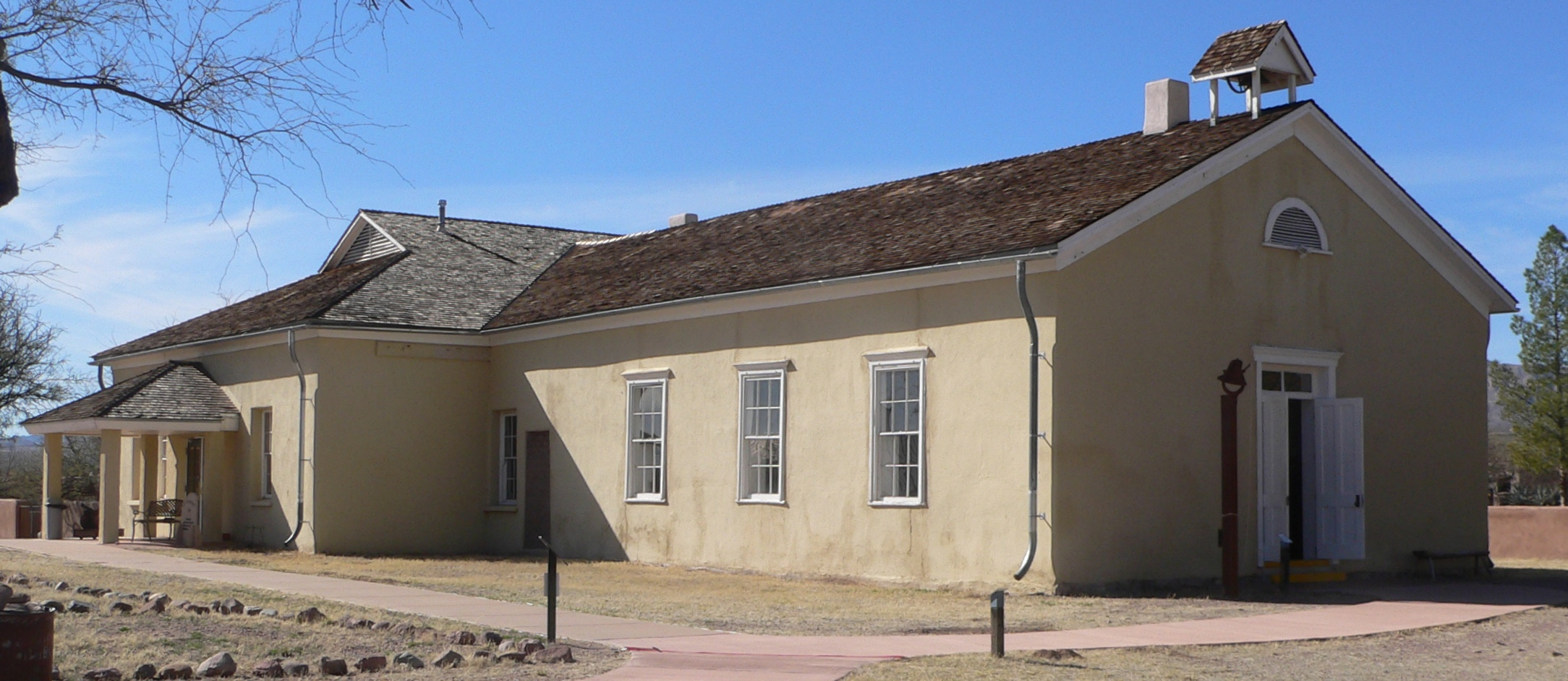
Однокомнатный учебный дом в Тубаке, штат Аризона, с домом для учителя

Дом, предоставляемый учителю, часто был прикреплён к школе или находился поблизости, поэтому его семья была неотъемлемой частью системы управления и поддержки школы. Одинокие учительницы чаще всего подселялись к местной семье, чтобы были соблюдены социальные нормы, требовавшие, чтобы за женщиной был постоянный присмотр.

### Консолидации
К 1920-м годам однокомнатные школы в большинстве районов Соединённых Штатов были объединены в несколько школ, позволяющие проводить занятия для разных классов отдельно друг от друга. Для того, чтобы облегчить преодоление больших расстояний, были введены школьные автобусы. Во время Второй мировой войны большинство однокомнатных школ были постепенно заменены крупными школами. Однако они всё ещё распространены в сельских районах Австралии и Аляски.

### Охрана зданий

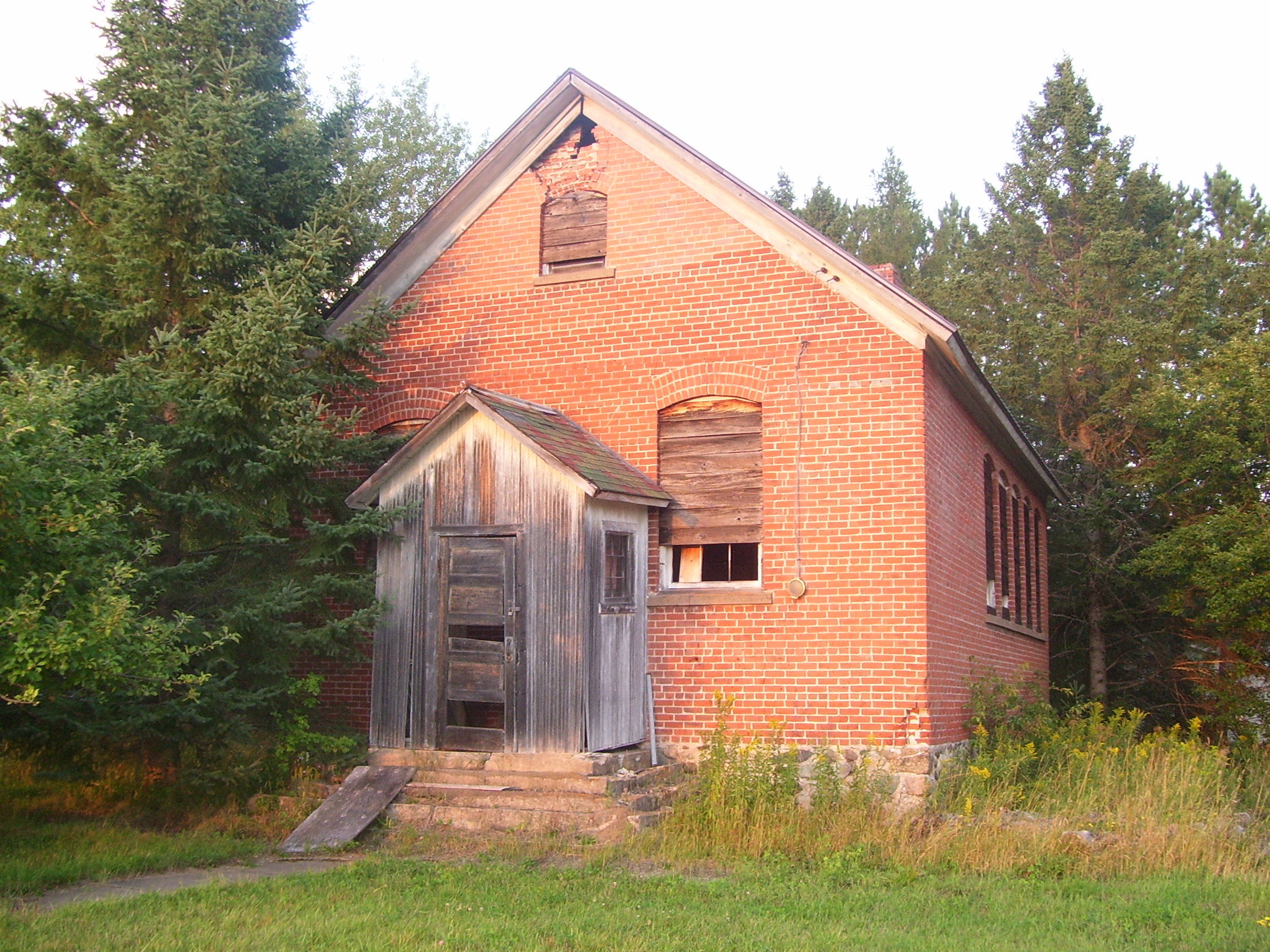
На фото школа, которая расположена на частной земле в округе Прайс, штат Висконсин, и остаётся невосстановленной, несмотря на заинтересованность людей в её сохранении

В округе Калверт (штат Мэриленд) Порт-республиканская школа № 10 закрыла свои двери в 1932 году и не использовалась более 40 лет. Затем в 1976 году учительская ассоциация пенсионеров решила восстановить однокомнатную школу по проекту «Bicentennial Year». 24 июля 1977 года, после нескольких месяцев напряжённой работы учителей и волонтёров, снова раздался звон старого школьного колокола — и маленький однокомнатный школьный дом был открыт для посетителей.
Сейчас это одна из достопримечательностей города. Аналогичный проект был выполнен в округе Куин-Анс, штат Мэриленд, учителями-пенсионерами и добровольцами. Восстановленный школьный дом расположен напротив средней школы округа Куин-Анс. В Айове более 125 небольших однокомнатных школьных домов были превращены в местные музеи. В некоторых местах их преобразовали в жилые дома.
В Гаррисберге (штат Небраска) находится школа Флауэрфилд. Это живой музей, в котором ученики из Небраски могут провести один день в 1888 году.
В Вандалии (штат Индиана) находится однокомнатная школа, в которой учились дети из посёлка Лафайет округа Оуэн с 1868 года и до его закрытия в 1951 году. Здание, восстановленное группой добровольцев в 1976 году, сегодня поддерживается и сохраняется «Vandalia Community Preservation Association».
Проект «One Room School House Southwestern College» в Уинфилде (штат Канзас) собирает информацию о школах по всему штату. На данный момент в списке 880 школ. История школ, фотографии и различная информация были собраны исследователями и историками со всей Америки.

## Российская империя и СССР

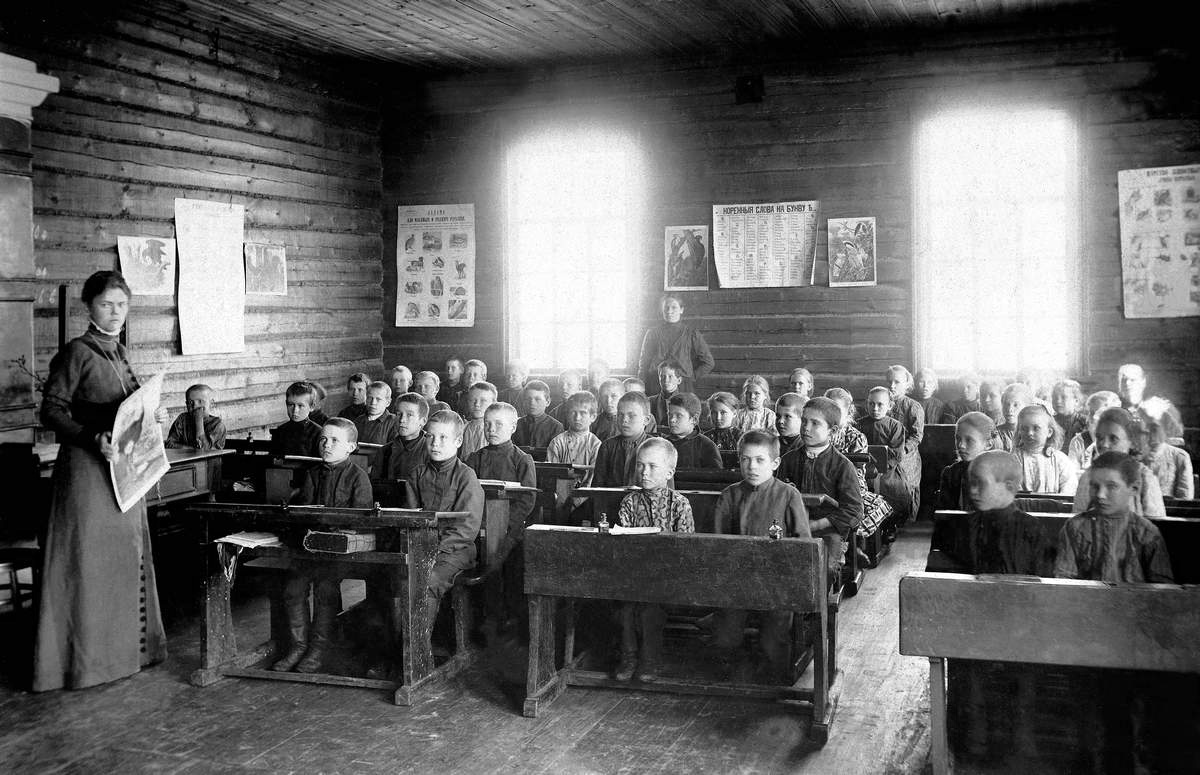
Урок в земской школе

Школьные дома были распространены во времена правления династии Романовых. Со второй половины 19-го века после отмены крепостного права (с конца 1870-х годов по 1917 год) начали создаваться школы в маленьких сёлах, называемые земскими школами. Располагались они часто в одноэтажных домах-срубах, с одной или несколькими большими классными комнатами.
Земская школа (полное официальное название — одноклассное народное училище ведомства Министерства народного просвещения) была самым распространённым типом начального учебного заведения Российской империи. Земские школы, появившиеся после учреждения земств в 1864 году, действовали в сельской местности в земских губерниях. С начала XX века постепенно распространился и тип школы с четырёхлетним учебным курсом, двумя классами (по два отделения в классе) и двумя учителями — так называемая двухкомплектная школа. С 1917 года на протяжении первой половины 20-го века эти школы остались, но их количество уменьшилось из-за оттока населения в города. Второй раз резкое сокращение количества школ произошло после Второй мировой войны, это случилось из-за разорения земель и невозможности содержать столь отдалённые, не развивающиеся регионы обширной страны.

## Знаменитые ученики однокомнатных школ
- Авраам Линкольн, президент США[11]
- Герберт Гувер, президент США
- Роберт Мензис, премьер-министр Австралии
- Джойс Кэрол Оутс, лауреат Пулитцеровской премии
- Лора Инглз Уайлдер, которая позже написала «Little House on the Prairie» и другие детские романы

## Список литературы
1. ↑  Тереза Дворжак. Гумбольдтовская реформа как матрица современного образования. "Гранит Науки" (10 декабря 2020). Дата обращения: 22 июля 2024. Архивировано 22 июля 2024 года.
2. ↑  James van Horn Melton, Absolutism and the Eighteenth-Century Origins of Compulsory Schooling in Prussia and Austria (2003)
3. ↑  Construction of the First Mass Education Systems in Nineteenth-Century Europe Yasemin Nuhoglu Soysal and David Strang, Sociology of Education, Vol. 62, No. 4 (Oct., 1989), pp. 277—288 Published by: American Sociological Association
4. ↑  Key Statistics about the Department's Customers. Department of Education and Skills. Дата обращения: 26 октября 2011. Архивировано 27 сентября 2011 года.
5. 1 2  Leidulf Mydland. The legacy of one-room schoolhouses: A comparative study of the American Midwest and Norway (англ.) // European journal of American studies. — 2011-02-24. — Vol. 6, iss. 1. — ISSN 1991-9336. — doi:10.4000/ejas.9205. Архивировано 19 ноября 2023 года.
6. ↑  One Room School. snowkentucky.com. Дата обращения: 26 октября 2011. Архивировано 3 октября 2011 года.
7. ↑  Cissell, Mary Helen. More than eight sides to the story: oral histories from students and teachers of Illinois' octagonal Charter Oak School, 1873-1953 (англ.). — Lulu.com, 2010. — ISBN 0557437660.
8. ↑  One-Room Schoolhouse. Calvert County Living. Дата обращения: 26 октября 2011. Архивировано 27 сентября 2011 года.
9. ↑  Flowerfield School. Flowerfield School (2005). Дата обращения: 26 октября 2011. Архивировано из оригинала 2 апреля 2012 года.
10. ↑  Vandalia Community Preservation Association. Organization Founded 1995. Дата обращения: 3 апреля 2018. Архивировано 9 сентября 2018 года.
11. ↑  History of the Lincolns in Kentucky. Дата обращения: 4 января 2015. Архивировано 27 декабря 2014 года.